# آلکساندر شاهسوواریان
آلکساندر (ماشا) هاروتیونی (آرتمی) شاهسوواریان (ارمنی: Ալեքսանդր (Սաշա) Հարությունի (Արտեմի) Շահսուվարյան؛ زادهٔ ۱۸۸۸ - درگذشته ۱۹۳۸) یک سیاستمدار و انقلابی اهل ارمنستان که از تاریخ ۲۹ ژانویه ۱۹۳۷ تا تاریخ ۱ سپتامبر ۱۹۳۷ سمت شهردار ایروان را برعهده داشت.

## زندگی‌نامه
در ۱۸۸۸ در گاندزاک به دنیا آمد و از مدرسه نرسیسیان و دانشگاه تارتو فارغ‌التحصیل شد. . وی در ۱۹۳۸ در سن ۵۰ سالگی درگذشت.